# Есб'єрг (муніципалітет)
Есб'єрг (дан. Esbjerg) — муніципалітет у регіоні Південна Данія королівства Данія. Площа — 794.7 квадратних кілометрів. Адміністративний центр муніципалітету — місто Есб'єрг.

## Населення
У 2012 році населення муніципалітету становило 115 112 осіб.

## Відомі люди

### Народилися
- Петер Бойсен-Єнсен — фізіолог рослин, професор Копенгагенського університету